# Skellefteälven
A Skellefteälven Észak-Svédország egyik nagy folyója. Neve finnül Helettijoki. Hossza 410 kilométer, vízgyűjtő területe 11 731 km², vízhozama a torkolatánál 162,5  m³/s. Vízenergia-lehetőségeit a folyó teljes hosszában kiaknázzák.

## Földrajzi leírása
Ikesjaure település közelében ered, Arjeplog község területén, a Lappföld nyugati részén. Három nagy tó fölös vizét fogadja magába, ezek a Hornavan, Uddjaur és a Storavan, ezek után vízhozama már eléri a 107 m³/s-ot Slagnäs mellett. A folyó a róla elnevezett város, Skellefteå mellett ömlik a Botteni-öbölbe.
Mellékfolyói a folyás irányában haladva: Malån, Petikån, Finnforsån, Bjurån (Västerbotten) és a Klintforsån.
A folyó energiájának kiaknázására 17 vízerőmű épült a 20. század folyamán. Legtöbbjük a helyi önkormányzati tulajdonban lévő Skellefteå Kraft AB kezelésében van. Összesített kapacitásuk kb. 1 GW és éves energiatermelésük 4241 GWh.

## Fordítás
- Ez a szócikk részben vagy egészben a Skellefte älv című svéd Wikipédia-szócikk ezen változatának fordításán alapul.  Az eredeti cikk szerkesztőit annak laptörténete sorolja fel. Ez a jelzés csupán a megfogalmazás eredetét és a szerzői jogokat jelzi, nem szolgál a cikkben szereplő információk forrásmegjelöléseként.